# 910-talet

## Händelser
- Benediktinklostret i Cluny grundas år 910.
- Gabriel I av Alexandria blir påve och patriark över koptisk-ortodoxa kyrkan år 910.
- Staden Warwick grundas vid floden Avon i England år 914.
- Vikingarna erövrar stora delar av Irland år 914.

## Födda
- 910 – Johannes XI, påve.
- 918 – Håkon Adalsteinsfostre, kung av Norge.

## Avlidna
- 14 april 911 – Sergius III, påve.
- Augusti 913 – Anastasius III, påve.
- Februari 914 – Lando, påve.